# Curve pericolose (film 1988)
Curve pericolose (Dangerous Curves) è un film del 1988, diretto da David Lewis.